# Aimar Moratalla
Aimar Moratalla Botifoll (ur. 11 stycznia 1987 w Sant Antoni de Vilamajor) – hiszpański piłkarz występujący na pozycji obrońcy w UE Llagostera.

## Statystyki klubowe
| Sezon   | Klub          | Kraj      | Liga               | Mecze | Bramki |
| ------- | ------------- | --------- | ------------------ | ----- | ------ |
| 2011/12 | UE Llagostera | Hiszpania | Segunda División B | 31    | 4      |
| 2012/13 | UE Llagostera | Hiszpania | Segunda División B | 15    | 1      |
| 2013/14 | UE Llagostera | Hiszpania | Segunda División B | 23    | 0      |
| 2014/15 | UE Llagostera | Hiszpania | Segunda División   | 21    | 1      |
| 2015/16 | UE Llagostera | Hiszpania | Segunda División   | 18    | 0      |

Stan na: 5 czerwca 2016 r.